# Spongilla stankovici
Spongilla stankovici är en svampdjursart som beskrevs av Arndt 1938. Spongilla stankovici ingår i släktet Spongilla och familjen Spongillidae.
Artens utbredningsområde är havet utanför Albanien. Inga underarter finns listade i Catalogue of Life.